# Бразан, Педру
Педру Давид Бразан Тейшейра (порт. Pedro David Brazão Teixeira; родился 30 декабря 2002 года в Лиссабон, Португалия) — португальский футболист, полузащитник турецкого клуба «Бодрум».

## Клубная карьера
Бразан — воспитанник французского клуба «Ницца». 20 апреля 2019 года в матче против «Кана» он дебютировал в Лиге 1 за дублирующий состав.

## Международная карьера
В 2019 году в юношеской сборной Португалии Бразан принял участие юношеского чемпионата Европы в Ирландии.